# Gruppo Sportivo Solvay Rosignano 1951-1952
Questa voce raccoglie le informazioni riguardanti il Gruppo Sportivo Solvay Rosignano nelle competizioni ufficiali della stagione 1951-1952.

## Rosa
| N. |                   | Ruolo | Calciatore        |
| -- | ----------------- | ----- | ----------------- |
|    | Italia (bandiera) | D     | F. Bartolucci     |
|    | Italia (bandiera) | A     | W. Beligni        |
|    | Italia (bandiera) | A     | B. Bettini        |
|    | Italia (bandiera) | A     | Ivo Braccini      |
|    | Italia (bandiera) | C     | Giuseppe Cammilli |
|    | Italia (bandiera) | C     | P.L. Grandi       |

| N. |                   | Ruolo | Calciatore  |
| -- | ----------------- | ----- | ----------- |
|    | Italia (bandiera) | C     | D. Mazzi    |
|    | Italia (bandiera) | P     | V. Papini   |
|    | Italia (bandiera) | D     | L. Pelosini |
|    | Italia (bandiera) | D     | M. Picchi   |
|    | Italia (bandiera) | A     | D. Vezzani  |